# Wesley Correa
Wesley Correa Crump (New York, 16 aprile 1962) è un ex cestista portoricano.

## Carriera
Con Porto Rico ha disputato i Campionati del mondo del 1986, i Giochi panamericani di Caracas 1983 e i Campionati americani del 1984.
Nel 2018 è stato gravemente ferito da una coltellata, ricevuta durante una rissa a New York, nella quale ha perso la vita il figlio Hasson.